# Zupfgeigenhansel
Zupfgeigenhansel war ein von Erich Schmeckenbecher und Thomas Friz gegründetes deutsches Folk-Duo, das in den 1970er und 1980er Jahren neun Alben veröffentlichte.

## Name
Die Gruppe benannte sich nach dem 1909 erschienenen Wandervogel-Liederbuch Der Zupfgeigenhansl. Ihr Repertoire überschneidet sich aber nur teilweise mit dem Inhalt des Liederbuchs.

## Geschichte

### Die 1970er Jahre
Zupfgeigenhansel folgte zunächst der Idee, deutsche Volkslieder mit freiheitlichem Charakter wiederzuentdecken, teilweise mit eigenen Melodien zu versehen und diese wieder populär zu machen. In den Liedern geht es um das Leben der „einfachen“ Leute der vergangenen Jahrhunderte. Inhaltlich handeln sie von Liebe, Not und Wagnis, Unternehmungslust, dem Stolz libertärer Geister, der Verachtung gegenüber Obrigkeit und Pfaffen sowie dem Widerstand gegen Militarismus. Anfang der 1970er Jahre begann in Westdeutschland die große Zeit der Folkbewegung, an der Zupfgeigenhansel mitwirkte.
Schmeckenbecher und Friz lernten sich 1972 kennen und musizierten gemeinsam zunächst als Straßenmusiker. Ab 1974 traten sie unter dem Namen Zupfgeigenhansel in verschiedenen Folkclubs hauptsächlich in Süddeutschland auf. Es folgten einige Rundfunkauftritte in der Sendung Liederladen des Südwestfunks und in der FS-Sendung Nachklapp des Saarländischen Rundfunks. 1976 erschien ihre erste LP Volkslieder I im Verlag Pläne und im folgenden Jahr die LP Volkslieder II. Dafür wurden sie 1977 für den Deutschen Schallplattenpreis nominiert.
1978 erhielten sie die Auszeichnung Künstler des Jahres 1978 – Ensemble Pop national von der Deutschen Phonoakademie und veröffentlichten ihr erstes Liederbuch mit 222 Volksliedern unter dem Titel Es wollt ein Bauer früh aufstehn (Gesamtauflage über 250.000). Ihren größten kommerziellen Erfolg schafften sie 1979 mit der LP ’ch hob gehert sogn, die ausschließlich jiddische Lieder enthält und die Klezmer-Bewegung in Deutschland nachhaltig beeinflusste.

### Die 1980er Jahre
In den frühen 1980er Jahren ebbte mit dem Aufkommen der Neuen Deutschen Welle das Interesse an Folkloremusik und der Musik der Liedermacherszene allmählich ab. Zupfgeigenhansel erweiterten ihr Repertoire und versuchten vermehrt, mit selbstgeschriebenen Liedern und Gedichtvertonungen ihr Publikum zu gewinnen. So schrieben auch Dieter Süverkrüp und Diether Dehm einige Lieder für die Gruppe. Für ihr letztes Werk wurden Texte des fast vergessenen österreichischen Dichters Theodor Kramer verwendet. Vor der anschließenden Tournee 1986 kam es zu internen Streitigkeiten, die letztlich zur Auflösung der Gruppe führten. Den letzten offiziellen Live-Auftritt hatte Zupfgeigenhansel 1986 als Überraschungsgast beim Konzert Pete Seegers in der Zeche Bochum.

### Wiedersehen nach 35 Jahren
Nach mehr als 35-jähriger Trennung begannen die Musiker im Oktober 2021 mit der Erarbeitung einer Werkschau mit dem Titel Miteinander: 50 Jahre – 70 Lieder, einer 3-CD-Box mit vier Booklets, die zu ihrem 50-jährigen Jubiläum im Sommer 2022 erschien. 50 Lieder darauf waren bislang unveröffentlicht, darunter ein komplettes Club-Konzert aus dem Jahr 1975. Gleichzeitig wurden Zupfgeigenhansel für ihre fünf ersten Alben mit IMPALA-Awards in Gold (1×), Doppelgold (3×) und Diamant (1×) geehrt, mit denen nachgewiesene Album-Verkäufe von jeweils mehr als 75.000 (Gold), 150.000 (Doppelgold) 200.000 (Diamant) ausgezeichnet werden.
Zu einer Antikriegshymne entwickelte sich 2022 das Lied Ich bin Soldat, doch bin ich es nicht gerne. 1976 erstmals auf dem Album Volkslieder I veröffentlicht, erfuhr das Werk nach seiner digitalen Wiederveröffentlichung innerhalb eines Jahres mehr als 5 Millionen Abrufe (Stand 25. August 2023) allein auf den Streamingplattformen Youtube und Spotify. Seit einigen Jahren werden Zupfgeigenhansel-Werke verstärkt von Gruppen anderer Genres entdeckt – allen voran der Titel Es wollt ein Bauer früh aufstehn, der inzwischen zum Standardrepertoire bekannter Mittelalterbands wie Die Streuner, Des Geyers Schwarzer Haufen oder Rockbands wie Feuerschwanz gehört.
Im Sommer 2022 wurde Waldfest, 1982 ihr einziger in den offiziellen Deutschen Radiocharts notierter Titel, von der Punkband Normahl neu aufgenommen. Im September 2022 traten sie erstmals nach 36 Jahren wieder auf: Anlässlich des 50-jährigen Jubiläums des Stuttgarter Live Clubs Laboratorium spielten sie eine 15-minütige Einlage. Im Oktober veröffentlichten sie Bella Ciao als Single. Ihr Jubiläum feierte Zupfgeigenhansel im Oktober zusammen mit Musikern, die eigene Versionen ihrer Songs spielten, bei zwei ausverkauften Auftritten in der Stadthalle Lorch. Thomas Friz kündigte danach seinen endgültigen Bühnenabschied an. Aus Anlass des 70. Geburtstags Erich Schmeckenbechers veröffentlichte das Branchenmagazin MusikWoche 2023 einen achtseitigen Artikel und das Label D7 ein Tribute-to-Zupfgeigenhansel-Album: Auf Legendäre Lieder – neu interpretiert, so der Titel, sind neben 19 Versionen bekannter Zupfgeigenhansel-Titel auch ein extra für die Gruppe geschriebener Song namens Zupfe Hansel Deine Geige zu hören. Im Juni 2023 veröffentlichte Zupfgeigenhansel das 40 Jahre zuvor in Karlsruhe live aufgenommene Lied Ich hab den Frieden kommen sehn als Single. Erich Schmeckenbecher gestaltete ein Lyrikvideo dazu. Im September schaffte es das Marburger Duo Matthias Almstedt und Tina Kuhn mit dem Titel Andre, die das Land so sehr nicht liebten im Arrangement Erich Schmeckenbeckers aus dem Album Hommage an Zupfgeigenhansel, auf Platz 1 der Liederbestenliste des Monats September 2023-
Im August 2023 starb Thomas Friz in Göppingen im Alter von 73 Jahren nach einem Herzinfarkt.

## Diskografie

### Originalalben und -singles
- 1976: Volkslieder I
- 1977: Volkslieder II
- 1978: Volkslieder III  – Im Krug zum grünen Kranze
- 1979: Jiddische Lieder – ’ch hob gehert sogn
- 1980: Eintritt frei (live) (CD-Wiederveröffentlichung 1995 unter dem Titel Oj! Oj! Oj! – Ein jiddisch-deutsches Konzert)
- 1982: Miteinander (mit Stephan Schmolck, Bass, und Mic Oechsner, Violine)
- 1983: Kein schöner Land (mit Sigi Busch, Bass, und Mic Oechsner, Violine)
- 1984: Liebeslieder (mit Sigi Busch, Bass, und Mic Oechsner, Violine)
- 1985: Andre, die das Land so sehr nicht liebten (Lieder nach Texten von Theodor Kramer)
- 2022: Miteinander – 50 Jahre, 70 Lieder (Zupfgeigenhansel/D7, von der Band selbst zusammengestelltes 3-CD-Album mit ca. 50 bislang unveröffentlichten Aufnahmen)
- 2022: Bella Ciao (live, Westfalenhalle 1984) - Single
- 2023: Ich hab den Frieden kommen sehn (live, Karlsruhe) - Single
- 2023: Andre, die das Land so sehr nicht liebten (letzte Liveaufnahme vom September 2022)

Sämtliche Original-LPs (1976–1985) sind nachträglich auch auf CD erschienen, Eintritt frei jedoch unter neuem Titel. Alle Bestandteile des Live-Albums Eintritt frei (zehn Lieder insgesamt) sind außerdem auf den CD-Wiederveröffentlichungen von Volkslieder I, II und III, Jiddische Lieder und Kein schöner Land als Bonusmaterial veröffentlicht worden.

### Weitere Zusammenstellungen
- 1982: Es wollt ein Bauer früh aufstehn – Die schönsten Volkslieder
- 1991: Die frechsten Lieder
- 1993: Wenn’s schneiet rote Rosen (Ein Volksliedalbum)
- 1998: Wilde Schwäne (Lieder von Liebe und Sehnsucht)
- 2002: Alle, die dies Lied gesungen (am 8. Mai 1995 zum Anlass des 50. Jahrestages des Weltkriegsendes vom 8. Mai 1945 erschienen)
- 2005: Den schönsten Frühling sehn wir wieder – 30 Jahre Zupfgeigenhansel – Jubiläumsalbum (Aufnahmen aus den Jahren 1976 bis 1980)
- 2009: Alle, die dies Lied gesungen (Goyalit bei Jumbo – 1976 bis 1980, vier Live-Aufnahmen)
- 2016: Zusammen – 40 Jahre Zounds Best (Zounds/D7)

Die Zusammenstellungen und Aufmachungen durch die JUMBO Neue Medien und Verlag GmbH wurden von Erich Schmeckenbecher nicht autorisiert.

## Liederbücher
- Thomas Friz, Erich Schmeckenbecher (Hrsg.): Es wollt ein Bauer früh aufstehn. 222 Volkslieder. Verlag Pläne, Dortmund 1978, ISBN 3-88569-001-2.[11]
- Thomas Friz, Erich Schmeckenbecher (Hrsg.): Kein schöner Land in dieser Zeit. Verlag Pläne, Dortmund 1984, ISBN 3-88569-010-1.